# 阮維楨

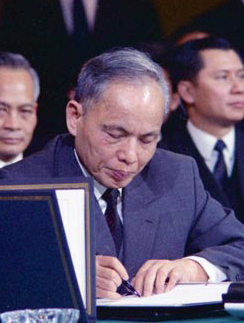
阮维桢

阮維楨（越南语：／，1910年7月15日—1985年4月20日）是一位越南政治家。曾担任过越南共产党政治局委员、书记处书记、越南副总理、外交部长。

## 生平
- 1910年生于乂安省宜禄县宜寿社（xã Nghi Thọ）的一个农民家庭。
- 1925年在荣市参加要求政治自由的学生运动。
- 1926年加入新越革命党（Tân Việt Cách mạng Đảng），被派遣到西贡市进行革命活动，之后被捕并关押了18个月。刑满释放后被越南当局强制送到中部。后加入了东洋共产党 (1929年)。
- 1930-1931年左右阮维楨被逮捕，流放至昆山岛，之后又被移送至崑嵩省。1941年阮维楨与其他囚犯一起越狱，但之后又被抓捕。
- 1951年在越南共产党第二次党大会上被选为党中央委员[1]，1954年担任党中央委员会委员长[2]。
- 1955年8月当选为党中央委员会书记[1]。1956年在第十次扩大会议上成为政治局委员[1]。
- 1958年4月被任命为总理办公厅主任（Bộ trưởng Phủ Thủ tướng）。1959年5月担任国家计划委员会主任[3]。1960年担任范文同内阁的副总理。
- 1960年在第三次党大会上再次当选党政治局委员。1961年1月23日在第三次党中央委员会第三次全体会议上被任命为党中央军事委员会委员。1963年1月7日至1965年10月11日兼任国家科学委员会主任[2]。
- 1965年4月6日解除国家计划委员会主任职务，接替春水成为外交部长[4][5]。1966年4月13日，阮维桢和黎笋参与周恩来、邓小平、康生的会谈。1973年1月27日代表北越政府签署巴黎和平条约。1976年在第四次党大会上当选为政治局委员及书记处书记。
- 1980年2月因为内阁大幅改组，被解除了外交部长和副总理的职务[6]。
- 1985年4月20日因心脏麻痹在河内逝世。

## 荣誉
- 金星勋章
- 抗战勋章
- 建党50周年纪念章